# 大偏差理論
大偏差理論（だいへんさりろん）とは確率論において、確率分布のテールのふるまいに関する理論である。
大まかに述べると、ランダムな変数の個数や観測時間などのあるパラメータに関し指数的に起こりにくくなる、極端な事象の確率を扱う。